# Pozorište Erkel
Pozorište Erkel (мађ. Erkel Színház) nalazi se na Trgu pape Jovana Pavla, poznatijem i pod imenom Trg Republike, u Budimpešti u Mađarskoj. Zgrada pozorišta sagrađena je 1911. godine. Pozorište je funkcionisalo samostalno sve do 1951. godine kada je zagrada, usled velike potražnje za operom, data na korišćenje Mađarskoj državnoj operi. Zgrada je rekonstruisana u periodu od 1961. do 1962. godine ali je četrdeset i pet godina kasnije ponovo zatvorena iz tehničkih razloga. Ponovo je počela da se koristi 1. marta 2013. godine. Sa 2.400 sedećih mesta najveće je pozorište u Mađarskoj. 

## Istorija
Godine 1910. se razvila ideja da se popularizuje opera i pozorište u Budimpešti. Gradske vlasti finansirale su projekat izgradnje Narodne opere pod uslovom da bude uključeno u uređivačku i upravljačku politiku uz zahtev da sve predstave moraju biti na mađarskom jeziku. 
Zgradu pozorišta dizajnirali su Dešo Jakab, Marcel Komer i Geze Makuš. Pozorište je izgrađeno za samo devet meseci i bilo je dobro opremljeno, uključujući i posedovanje orgulja. Pozornica je bila veličine 40x10 metara. Po izgledu, pozorište je bilo stilski pojednostavljeno za razliku od drugih gradskih pozorišta koja su uglavnom građena u renesansnom ili baroknom stilu. Enterijer je bio jednostavan a sličnost sa drugim ranije izgrađenim pozorištima je velika freska Bartolona Pora. Pozorište Erker počelo je sa radom 7. decembra 1911. godine. Iako je pozorište bilo domaćin mnogobrojnim velikim imenima i dela, uključujući i sezonu u kojoj su predstavljena kompletna dela Riharda Vagnera, posle samo nekoliko godina pokazalo se da je ideja o operi i pozorištu za „radničku klasu“ neodrživa. Nakon početka prvog svetskog rada Narodna opera je zatvorena 1915. godine. U godinama rekonstrukcije, Gabor Faludi je modernizovao zgradu i smanjio broj sedišta na 2400. Tada je zdanje promenilo ime u Gradsko pozorište. Naredne tri decenije, pozorište je bilo domaćin mnogobrojnim izvedbama raznih žandrova i stilova domaćih i inostranih autora
U period od 1940. do 1945. godine pozorište je bilo pod direktnom kontrolom gradske vlasti i služilo je kao umetnički centar u kojem su odigrana izabrane dala zajedno za različitim književnim događajima i koncertima. Nakon završetka Drugog svetskog rada, zgrada je dve godine radila kao gradski bioskop. Od 1984 godine, zdanju je vraćena prvobitna namera. Godine 1951, pozorište Erker je dodeljeno državnoj operi kao njena druga zgrada koja je korišćena sve do 2004. godine. Sledeće velike rekonstrukcije i adaptacije realizovane su 1961. godine. Pozorište je bilo zatvoreno između juna 2007. godine i marta 2013. godine nakon čeka je ponovo otvoreno. Pozorište je dobilo ime po kompozitoru Ferenc Erkelu.

## Spoljašnje veze
- Opera.hu - Veb sajt Pozorišta Erkel